# Marion King Hubbert
Marion King Hubbert (født 5. oktober 1903, død 11. oktober 1989) var en amerikansk geolog og geofysiker, der arbejdede på Shells laboratorium i Houston, Texas. Han kom med flere væsentlige bidrag til geologi og geofysik.
Det kendteste bidrag er Hubberts studier af olie- og naturgasfelters reserver. Han forudsagde, at USA's olieproduktion ville toppe og falde omkring 1970. Denne forudsigelse byggede på tre forudsætninger:
1. Han antog at de største og mest profitable oliekilder ville blive fundet og udnyttet først, med den konsekvens at det ville blive gradvis sværere at finde nye oliekilder.
2. Han antog at olieproduktionen over tid ville følge en klokkeformet kurve. Den ville først stige kraftigt, dernæst flade ud for så siden at falde, for altid. Denne kurve er kendt som "Hubberts kurve" og toppunktet er kendt som "Hubberts peak".
3. Hubbert observerede at den totale mængde olie udvundet til dato ville være lig den totale mængde olie fundet, blot med en forsinkelse på et par årtier. Med andre ord; vi pumper olie op af jorden med cirka samme hastighed som vi opdager det, blot med et par årtiers forsinkelse.

USA's olieproduktion toppede, som Hubberts teori forudsagde, i 1971. Hans teori anvendes derfor i dag til at forudsige, hvornår verdens samlede olieproduktion vil toppe. ASPO arbejder i dag videre med Hubberts teori, og antager på baggrund af det tilgængelige materiale om olieproduktion, at Hubbert's peak vil indtræffe indenfor dette årti, sandsynligvis i år 2010.
Hubbert har modtaget Penrosemedaljen (1973).